# Karl Wilhelm von Toll
Karl Wilhelm von Toll (en ruso: Карл Вильгельм Фёдорович Толль; Haapsalu, Imperio ruso, 9 de abril de 1777 - Arroküll, Imperio ruso, 5 de mayo de 1842) fue un noble ruso de origen alemán que sirvió en el Ejército Imperial Ruso durante las guerras napoleónicas.

## Biografía
Karl Wilhelm von Toll era hijo de Conrad Friedrich von Toll. Su familia era de origen holandés, pero se habían establecido en Suecia en el siglo XV. Uno de sus antepasados había servido como emisario de Iván el Terrible en Suecia, y había sido recompensado por este servicio con tierras en Estonia.
Von Toll comenzó su carrera militar en 1796 después de un período en el cuerpo de cadetes de infantería bajo el mando de Mijaíl Kutúzov. La primera vez que participó en una batalla fue entre 1799 y 1800, donde partió bajo las órdenes de Aleksandr Suvórov y combatió en la guerra de la Tercera Coalición en 1805. Luchó en Austerlitz y en la Guerra de la Sexta Coalición, especialmente en Leipzig. En 1812, fue nombrado Intendente General del Primer Ejército y ordenó la evacuación de Moscú. Posteriormente dirigió a las tropas en Brienne y Fère-Champenoise, y entró en París en 1815.
En la campaña de 1829 contra los turcos, el general von Toll fue jefe del Estado Mayor General. Por su papel en la victoria en Kulevicha se le concedió el título de conde por el zar Nicolás I. Durante la Levantamiento de Noviembre de 1831 en el Zarato de Polonia, desempeñó el papel de jefe del estado mayor junto al general von Diebitsch, y lo sucedió después de su muerte. Tomó parte en la batalla de Varsovia dirigida por Iván Paskévich en septiembre de 1831. En 1833, sirvió en el Consejo de Estado como ministro de transporte. Posteriormente, se retiró a su finca en Estonia.
El Conde von Toll falleció en su vivienda de Arroküll el 5 de mayo de 1842. Está enterrado en la capilla de la familia en los terrenos de la finca. La capilla fue restaurada en 1996.